# Montgomery megye (Ohio)
Montgomery megye az Amerikai Egyesült Államokban, azon belül Ohio államban található. Megyeszékhelye és legnagyobb városa Dayton. Lakosainak száma 537 309 fő (2020. április 1.). Montgomery megye Miami, Warren, Clark, Greene, Butler, Preble és Darke megyékkel határos.

## Népesség
A megye népességének változása:
| Lakosok száma | 537 846 | 536 910 | 536 270 | 535 846 | 532 258 | 537 309 |
|               | 2010    | 2011    | 2012    | 2013    | 2015    | 2020    |